# Перила

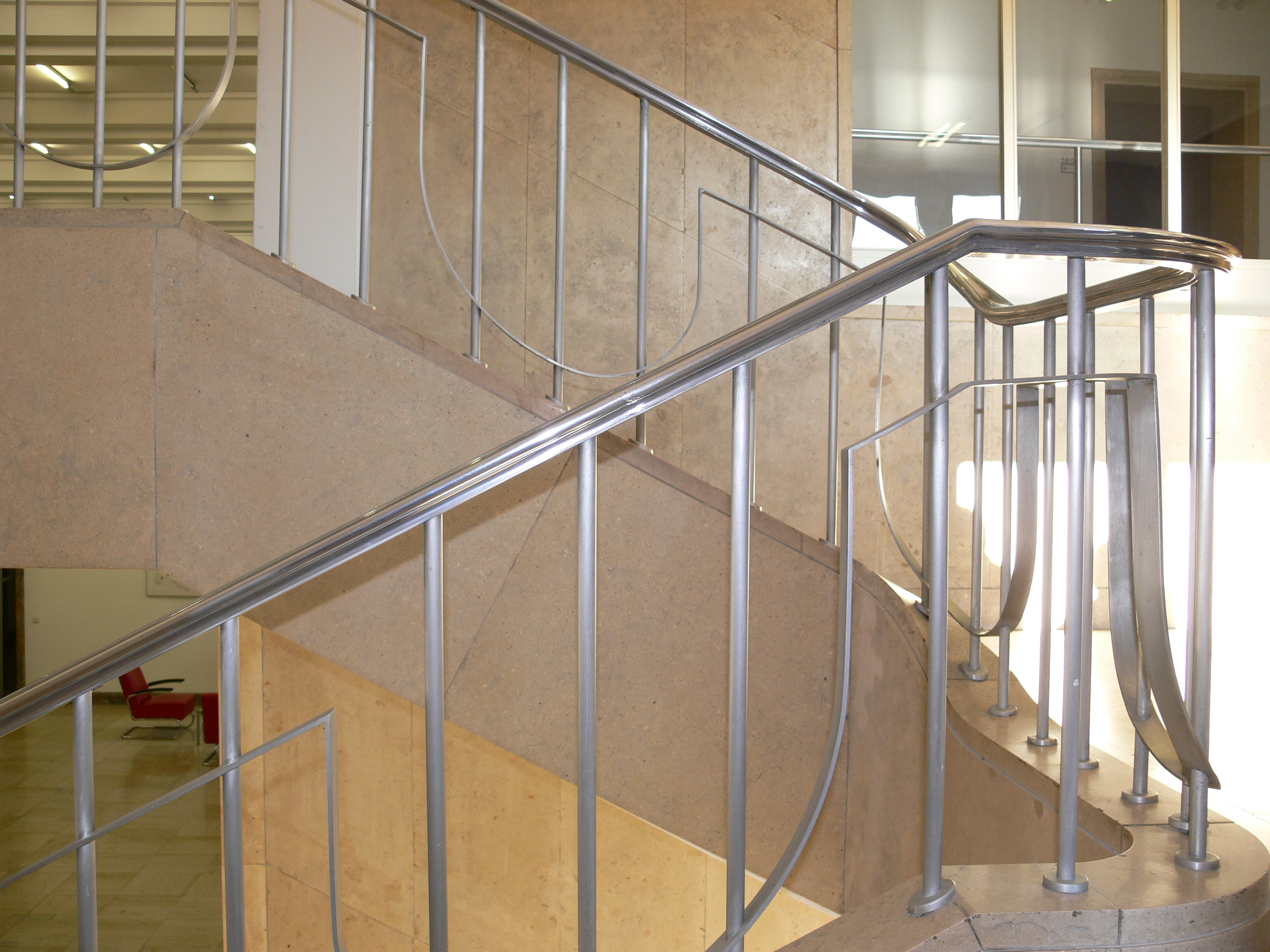
Лестница с металлическими перилами

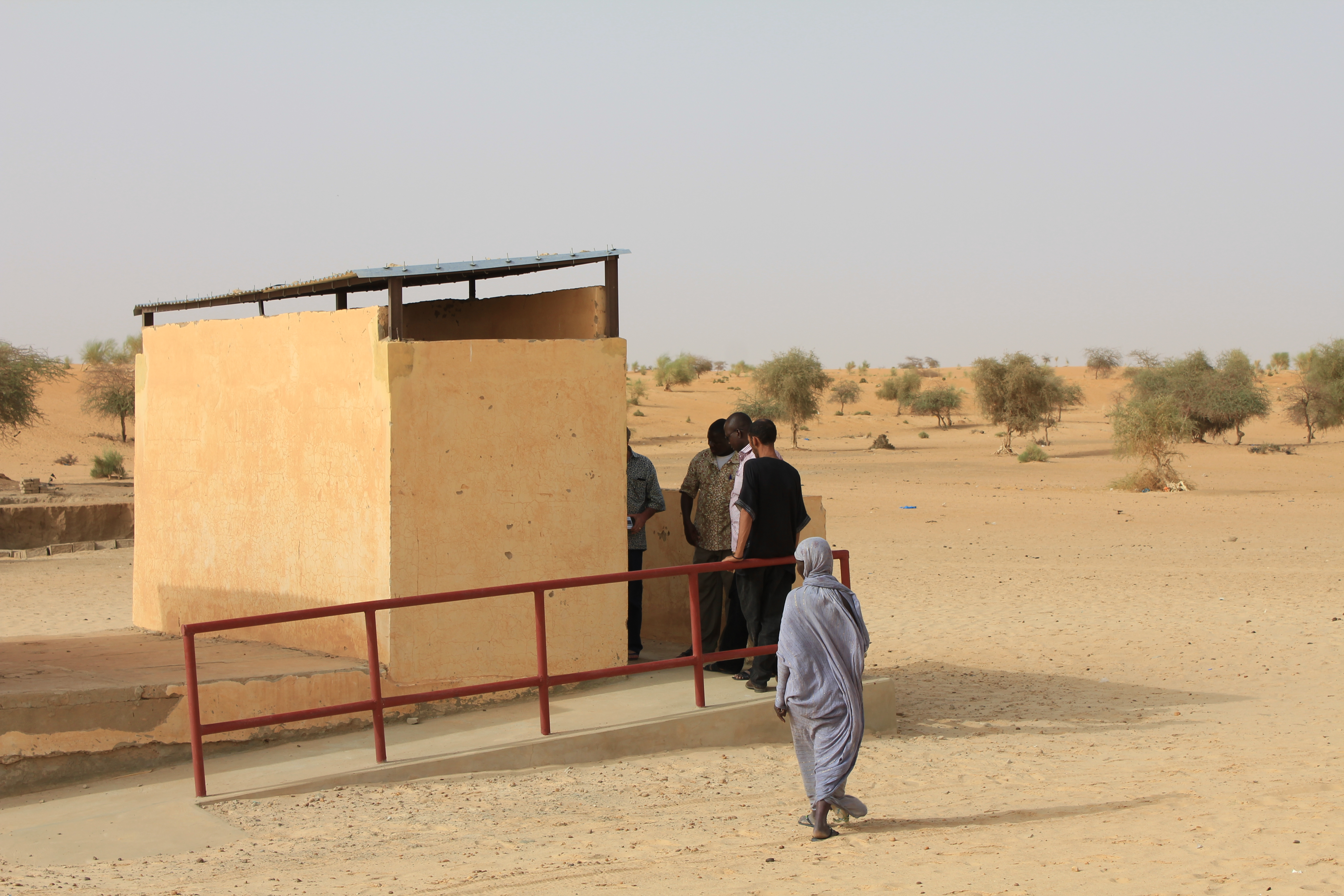
Перила возле пандуса

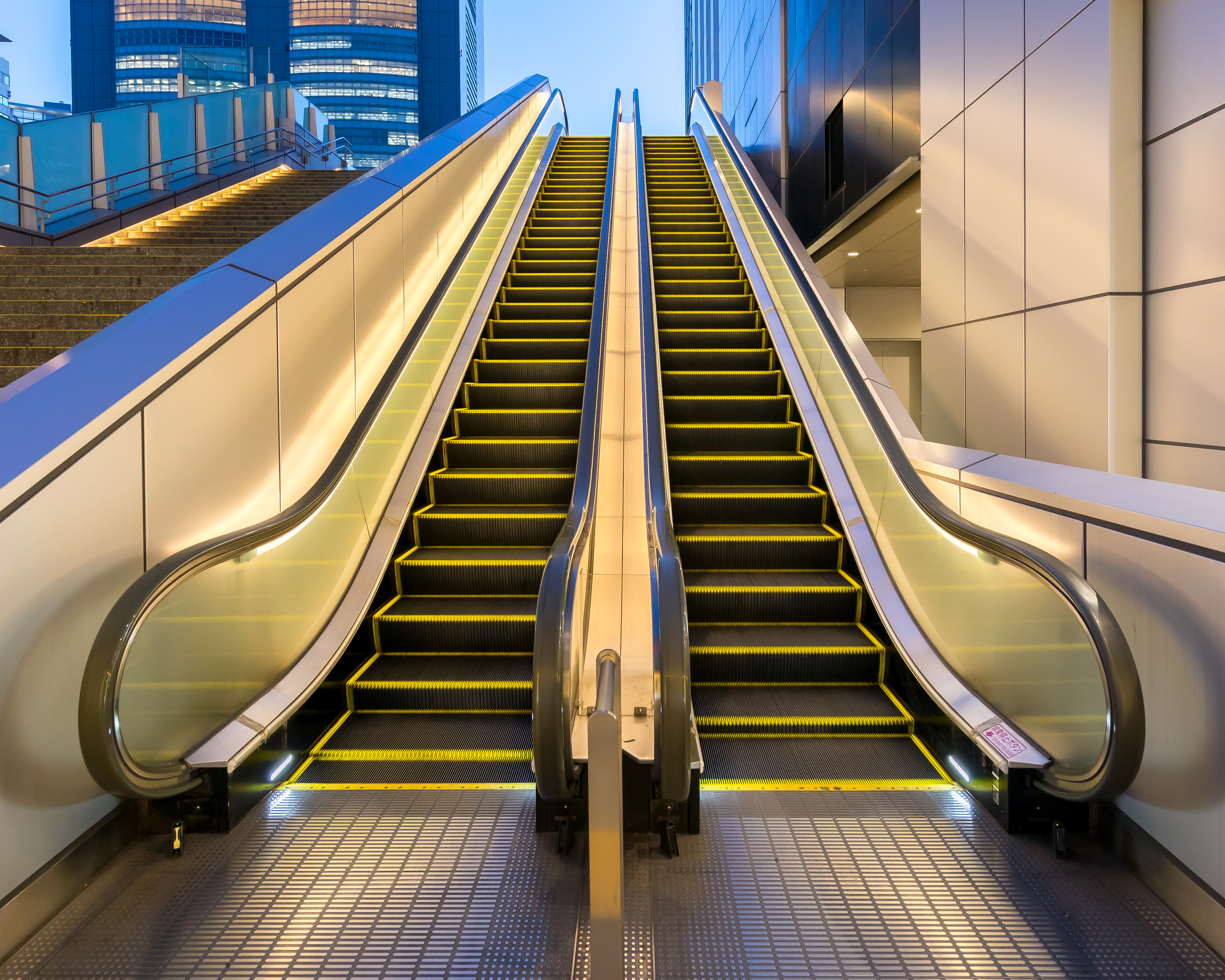
Перила на эскалаторе

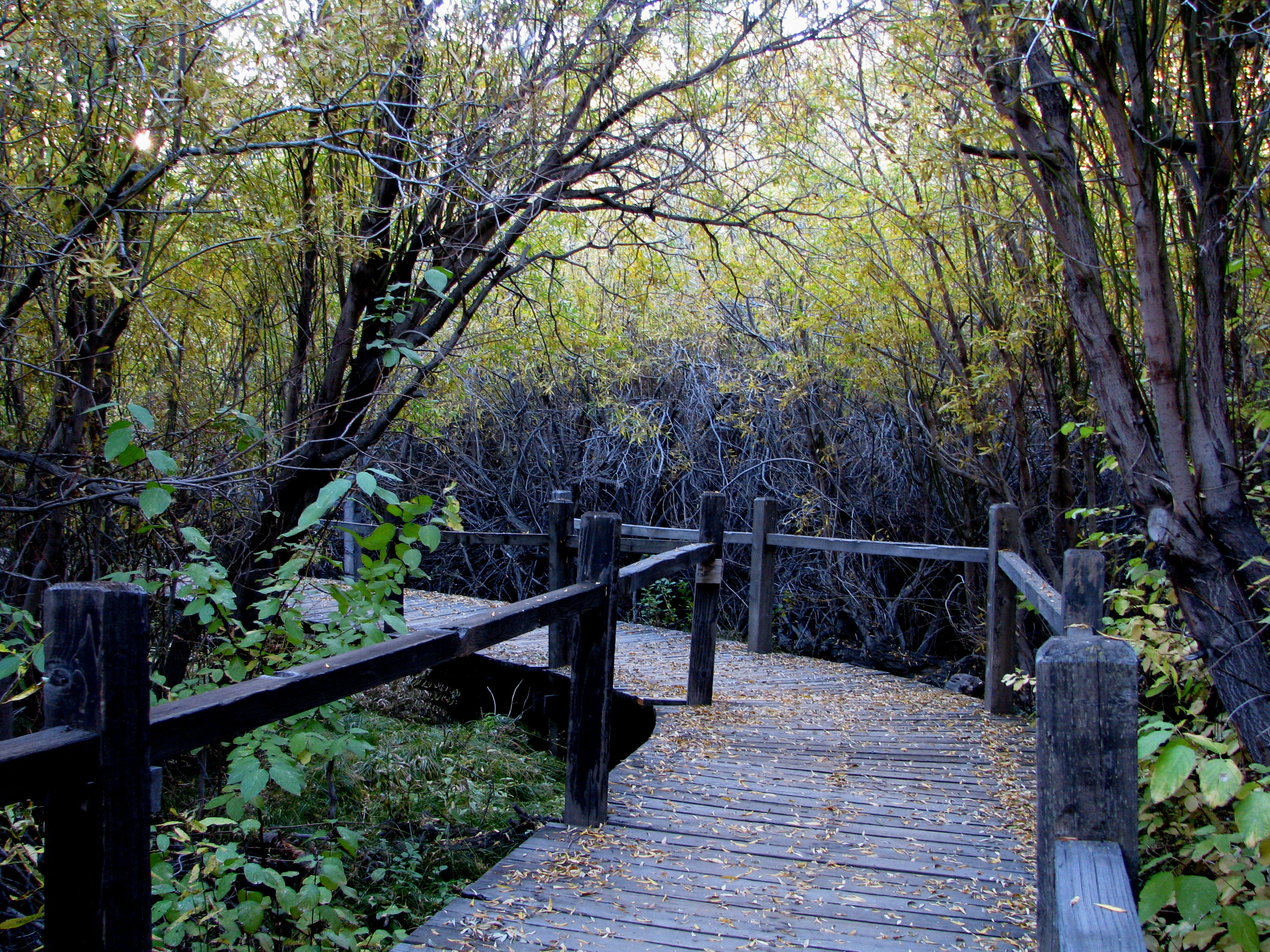
Перила моста

Перила — невысокая ограда проходящая по краю лестницы, балкона, моста, террасы, предохраняющая от падения вниз, высотой до поясницы или груди человека (по строительным нормам России от 850 мм, а на наружных площадках, в детских учреждениях и на пожарных эвакуационных путях — 1200 мм), которая ограничивает полосу возможного движения человека по лестнице или балкону.
Назначение перил — предотвратить падение человека за периметр конструкции и обеспечить точку опоры для рук при подъёме и спуске с лестницы, во время гололедицы перила помогают не упасть с обледенелой скользкой лестницы и предотвращают серьёзные травмы, также перила могут быть установлены на пандусе, эскалаторе, на склоне для помощи пешеходам при подъёме и спуске. Перила состоят из стоек, поручня, и, иногда, заполнения, несущего декоративно-художественную и оградительную функцию.
В альпинизме перилами называют верёвки, провешиваемые во время предварительной обработки маршрута для последующего быстрого и относительно безопасного подъёма наверх, а затем и спуска с горы.
Также существуют перила и поручни — ассистивные средства, представляющие собой цилиндрические стержни или брусья. Они крепятся к стене, полу или другой стабильной конструкции и используются человеком для опоры при смене положения тела или стояния и передвижения как в помещении, так и на открытом воздухе. Код по ISO 9999.

## Материал
Перила, обычно изготавливают из дерева, металла и пластика.
Деревянные перила чаще всего применяются в интерьере, реже в экстерьере домов, в садах и парках. Но этот материал по своей природе быстро изнашивается, теряет вид и прочность при использовании на открытом воздухе.
Металлические перила изготавливаются из кованых деталей или нержавеющей стали. Часто применяются для конструкций на открытом воздухе, так как хорошо переносят атмосферные условия, а также в интерьере за их художественный привлекательный вид или высокую износостойкость при относительной дешевизне.
Пластиковые перила применяются в экстерьере и не подвержены гниению и коррозии. Производство перил ведётся в заводских условиях, что позволяет получать стандартизированную продукцию в большом объёме. Пластиковые перила отлично подходят для использования при отделке как жилых домов, так и любых других строений, где необходим большой объём типовых изделий.

## Высота перил
Шаблон:Глобализовать раздел
| Наименование ограждений                                                                                        | Высота ограждений                                                         | Нормативные документы                                               | Примечание |
| Ограждения для крылец, внутренних лестничных маршей, внутренних лестничных площадок                            | 850 мм.                                                                   | ГОСТ 25772-83, пункт 1.3; СНиП 31-06-2009 п. 6.16                   | До 950 мм. |
| Ограждения для балконов, лестничных маршей наружных, лестничных площадок наружных                              | 1200 мм.                                                                  | ГОСТ 25772-83, пункт 1.3; СНиП 31-06-2009 п. 6.16                   | |
| Ограждения крыш неэксплуатируемых                                                                              | 600 мм.                                                                   | ГОСТ 25772-83 п. 1.5.; СНиП 31-06-2009 п. 6.16                      | |
| Ограждения эксплуатируемых крыш                                                                                | 1200 мм.                                                                  | ГОСТ 25772-83 п. 1.4.; СНиП 31-06-2009 п. 6.16                      | |
| Ограждения в зданиях ДОО, школ и учебных корпусов школ-интернатов, поликлиниках, детских зрелищных учреждениях | не менее 1200 мм.; для детей с нарушением умственного развития — 1800 мм. | СП 118.13330.2012 п. 6.17* (СНиП 31-06-2009); ГОСТ 25772-83, п. 1.3 | Дополнительный поручень на высоте 500 мм. (п. 6.17* СП 118.13330.2012), иногда этот размер принимается в 700 мм. |
| Ограждения пандусов, поручни в сан. узлах                                                                      | Поручни на высоте 900 мм. и 700 мм.                                       | СП 59.13330.2016 п. 5.1.15; СП 59.13330.2016 п. 5.2.8.7             | |
| Поручни и ограждения в бассейн                                                                                 | Поручни 0,4—0,6 м над водой, ограждения — 900 мм. и 600 мм.               | СП 31-113-2004 п. 4.1.12; СП 310.1325800.2017 п. 5.15               | Для детей 500 мм. на основании общих требований к высотам в п. 6.17* СП 118.13330.2012                           |